# Danuta Majcher
Danuta Majcher (ur. 3 września 1998) – polska judoczka.
Zawodniczka klubów: MKS CM Jordan Kraków (2011-2014), UKS Grot Kraków (2015), TS Wisła Kraków (od 2016).
Brązowa medalistka zawodów pucharu Europy juniorów 2018 w Sarajewie. Dwukrotna brązowa medalistka mistrzostw Polski seniorek w kategorii do 48 kg     (2017, 2018). Srebrna medalistka mistrzostw Polski seniorek (2019).  Złota medalistka mistrzostw Polski seniorek (2020) oraz mistrzostw Polski młodzieży (2019).  Ponadto m.in. wicemistrzyni Polski juniorek (2018).
Uczestniczka  drużynowych Mistrzostw Świata  juniorów młodszych (Sarajewo) i European Youth Summer Olympic Festival (Tbilisi, Gruzja) w 2015 roku. Reprezentantka kraju na indywidualnych i drużynowych Mistrzostwach Europy juniorów w judo (Sofia, Bułgaria) w 2018 roku.